# Улица Шателена
Улица Шателе́на — улица в Выборгском районе Санкт-Петербурга. Проходит от Политехнической улицы до улицы Курчатова, являясь продолжением улицы Хлопина. Улица расположена в историческом районе Сосновка.

## История
С начала XX века улица называлась Пустым переулком. Современное название улица получила 16 января 1964 года в честь видного учёного-электротехника М. А. Шателена.

## Транспорт
Ближайшая к улице Шателена станция метро —  «Площадь Мужества».
По самой улице не ходит никакой транспорт, но по примыкающим к ней Политехнической улице и улице Курчатова в месте их примыкания к данной улице ходят:
- по Политехнической улице — трамваи № 38, 40, 55 и 61, а также троллейбусы № 4, 13 и 21.
- по улице Курчатова — автобусы № 9 и 94 и троллейбус № 34 и — в направлении Чёрной речки — № 94.
- Также недалеко расположены проспект Тореза (автобусы № 80 и 123), проспект Непокорённых (троллейбус № 6) и улица Жака Дюкло (троллейбус № 50, автобусы № 69 и 143).

## Пересечения
- Политехническая улица
- улица Курчатова

## Городские объекты
На улицу Шателена выходит главный вход и проходные НИИ телевидения в котором находится музей истории телевидения, а также боковой фасад НИИ постоянного тока.